# Black Tea
Black Tea è un film del 2024 diretto da Abderrahmane Sissako.

## Trama
Il giorno delle sue nozze, Aya, una giovane donna ivoriana, lascia il fidanzato all'altare. Dopo aver lasciato tutto ed essersi trasferita a Canton, comincia a lavorare in un negozio di tè e qui conosce e si innamora di Cai.

## Produzione
L'idea del film è venuta ad Abderrahmane Sissako dopo aver scoperto un ristorante chiamato "La Colline Parfumée" e gestito da una coppia sino-africana.

## Promozione
Il primo trailer del film è stato distribuito l'8 febbraio 2024.

## Distribuzione
Il film è stato presentato in concorso alla 74ª edizione del Festival internazionale del cinema di Berlino il 21 febbraio 2024 e distribuito nelle sale italiane da Academy Two dal 15 maggio 2025.

## Accoglienza

### Incassi
Il film ha incassato 518048 $.

### Critica
Il film è stato accolto tiepidamente dalla critica; su Rotten Tomatoes il 33% delle recensioni è positivo, su Metacritic il voto medio è di 52/100.

## Riconoscimenti
- 2024 – Festival internazionale del cinema di Berlino[8]
  - In concorso per l'Orso d'oro